# بخش دمشق (شهرستان هنری، اوهایو)
بخش دمشق (به انگلیسی: Damascus Township) یک منطقهٔ مسکونی در ایالات متحده آمریکا است که در شهرستان هنری، اوهایو واقع شده‌است.
 بخش دمشق ۷۹٫۷ کیلومتر مربع مساحت و ۱٬۸۰۱ نفر جمعیت دارد و ۲۰۶ متر بالاتر از سطح دریا واقع شده‌است.